# Мантуан, Гильерме
Гильерме Мантуан (порт. Guilherme Mantuan; род. 2 августа 1997 года, Сан-Паулу) — бразильский профессиональный футболист, выступающий за «Ботафого де Рибейран Прету».

## Биография
Родившись в Сан-Паулу, Мантуан поступил в академию «Коринтианса» в 2004 году и сначала играл за команду по футзалу. В сентябре 2016 года он был переведен в первую команду и подписал контракт до конца 2018 года. Он был капитаном юношеской команды, выигравшей Юношеский кубок Сан-Паулу по футболу в 2017 году.
Он дебютировал за первую команду 3 декабря, выйдя на замену Педринью в матче против Спорт Ресифи со счетом 1: 0.
1 января 2019 года перешел на правах аренды в «Понте-Прета». Дебютировал 13 июля в матче против Оэсте со счетом 3:2, где отыграл 13 минут.
13 января 2020 года перешел на правах аренды в «Оэсте». 8 августа отдал голевую передачу на Эдера Сцаиола в матче против Гуарани 1:1.
15 сентября 2020 года перешел в «Жил Висенте», как свободный агент.
19 января 2022 года перешел в «Ботафого». Сыграл 43 матча.
5 января 2024 года перешел в «Амазонас».

## Личная жизнь
Старший брат футболиста Густаво Мантуан.

## Достижения
«Коринтианс»
- Чемпионат Бразилии по футболу (1) : 2017